# أودري فاغنر
أودري فاغنر (بالإنجليزية: Audrey Wagner)‏ هي لاعب كرة قاعدة أمريكية، ولدت في 27 ديسمبر 1927 في بنسنفيل في الولايات المتحدة، وتوفيت في 31 أغسطس 1984 في روك سبرينغز في الولايات المتحدة.